# Sean Harris
Sean Harris (nascido a 8 de fevereiro de 1966) é um ator e escritor inglês. Ele é conhecido pelo seu papel como Solomon Lane nos filmes Mission: Impossible – Rogue Nation (2015) e Mission: Impossible – Fallout (2018).
Harris ganhou um BAFTA de Melhor Ator em Televisão pelo seu papel na minissérie Southcliffe (2013). Ele também recebeu três nomeações consecutivas do British Independent Film Award de Melhor Ator Coadjuvante.

## Infância e educação
Harris nasceu em Bethnal Green, London, e cresceu em Lowestoft, Suffolk.   Ele frequentou o Denes High School, agora Ormiston Denes Academy em Lowestoft, Suffolk.  Aos 23, ele mudou-se para Londres para treinar no Drama Centre London entre 1989 e 1992.

## Filmografia

### Filmes
| Ano  | Título                             | Personagem             | Notas                                                               |
| ---- | ---------------------------------- | ---------------------- | ------------------------------------------------------------------- |
| 1997 | Meia-meia para o inferno           | Tom                    | Filme curto                                                         |
| 1997 | Trabalho molhado                   | Sean                   | Filme curto                                                         |
| 2001 | A Descoberta do Céu                | Bart Bork              |                                                                     |
| 2001 | Os Bilsons                         | Perry                  | Filme curto                                                         |
| 2002 | True Love (Once Removed)           | Steven                 | Filme curto                                                         |
| 2002 | Tom & Thomas                       | Kevin                  |                                                                     |
| 2002 | 24 Hour Party People               | Ian Curtis             |                                                                     |
| 2002 | Dia do pagamento                   | Andy                   | Filme curto                                                         |
| 2003 | Amarelo de nicotina                | Diggie                 | Filme curto                                                         |
| 2004 | Trauma '                           | Roland                 |                                                                     |
| 2004 | Creep                              | Craig, o "Creep"       |                                                                     |
| 2004 | A lebre                            | Bourne                 | Filme curto                                                         |
| 2005 | Asilo                              | Nick                   |                                                                     |
| 2005 | Frozen                             | Furacão Frank          |                                                                     |
| 2005 | Irmãos da Cabeça                   | Nick Sidney            |                                                                     |
| 2005 | Isolamento                         | Jamie                  |                                                                     |
| 2007 | Fora da lei                        | Simon Hillier          |                                                                     |
| 2007 | Saxon                              | Eddie                  |                                                                     |
| 2009 | ' Harry Brown' '                   | Alongamento            |                                                                     |
| 2010 | Filho Nativo                       | John                   | Filme curto                                                         |
| 2010 | Brighton Rock                      | Hale                   |                                                                     |
| 2011 | Um lugar solitário para morrer     | Sr. Kidd               |                                                                     |
| 2012 | Prometheus                         | Fifield                |                                                                     |
| 2014 | Livrai-nos do mal                  | Santino                |                                                                     |
| 2014 | '71                                | Capitão Sandy Browning | Nomeado - British Independent Film Award de Melhor Ator Coadjuvante |
| 2014 | Serena                             | Campbell               |                                                                     |
| 2015 | O Goob                             | Gene Womack            |                                                                     |
| 2015 | Paradise Lost?                     | Satanás                | Filme curto                                                         |
| 2015 | Mission: Impossible - Rogue Nation | Solomon Lane           |                                                                     |
| 2015 | Macbeth                            | Macduff                | Nomeado - British Independent Film Award de Melhor Ator Coadjuvante |
| 2016 | Invasão Contra Nós                 | Gordon Bennett         | Nomeado - British Independent Film Award de Melhor Ator Coadjuvante |
| 2018 | Mission: Impossible – Fallout      | Solomon Lane           | Short film                                                          |
| 2018 | Possum                             | Philip                 |                                                                     |
| 2019 | The King                           | William Gascoigne      |                                                                     |
| 2019 | O Banimento                        | Harry Price            | Pós-produção                                                        |
| 2020 | O Cavaleiro Verde                  | Rei Arthur             | Pós-produção                                                        |

### Televisão
| Ano       | Título                                     | Personagem                                      | Notas                                                                                     |
| --------- | ------------------------------------------ | ----------------------------------------------- | ----------------------------------------------------------------------------------------- |
| 1994      | Minder                                     | Dean                                            | Série de TV (1 episódio: "Traga-me a cabeça de Arthur Daley")                             |
| 1994      | O Projeto de Lei                           | Matthew Grogan / Russell Hines / Stuart Kennedy | Séries de TV (3 episódios)                                                                |
| 1995      | Sinais e Maravilhas                        | Carl Maynard                                    | Filme de TV                                                                               |
| 1995      | O Veterinário                              | Neil Fairbrother                                | Série de TV (1 episódio: "Home Truths")                                                   |
| 1996      | O jogo de uma caneca                       | Con                                             | séries de TV                                                                              |
| 1998      | Kavanagh QC                                | Mark Holmes                                     | Série de TV (1 episódio: "Care in the Community")                                         |
| 1999      | Jesus                                      | Thomas                                          | Filme de TV                                                                               |
| 1999      | Casa quente                                | Cheddar                                         | Filme de TV de uma série da BBC intitulada "Atos de Paixão"                               |
| 2000      | Vítima                                     | Tim Vanner                                      | Série de TV (1 episódio: "Starting Over")                                                 |
| 2001      | A Caça                                     | Clem Mackie                                     | Filme de TV                                                                               |
| 2002      | Juiz John Deed                             | Gerry Hewitt                                    | Série de TV (1 episódio: "Political Expedience")                                          |
| 2003      | The Vice                                   | Miles Wilson                                    | Série de TV (1 episódio: "Control")                                                       |
| 2003      | Estranho                                   | Robin Thomas                                    | Série de TV (1 episódio: "Asmoth")                                                        |
| 2006      | Não vejo o mal: os assassinatos dos mouros | Ian Brady                                       | Filme de TV                                                                               |
| 2007      | Belles do casamento                        | Adrian Collins                                  | Filme de TV                                                                               |
| 2007      | Ashes to Ashes                             | Arthur Layton                                   | Séries de TV (2 episódios)                                                                |
| 2007      | Cape Wrath                                 | Gordon Ormond                                   | Séries de TV (3 episódios)                                                                |
| 2009      | Trilogia Red Riding                        | Superintendente de detetive Bob Craven          | Filme de TV                                                                               |
| 2009      | Law & Order: UK                            | Roland Kirk                                     | Série de TV (1 episódio: "Community Service")                                             |
| 2009      | Waking the Dead                            | Radovan Sredinic                                | Séries de TV (2 episódios)                                                                |
| 2010      | Cinco Filhas                               | Brian Tobin                                     | Séries de TV (3 episódios)                                                                |
| 2011-2013 | The Borgias                                | Micheletto Corella                              | séries de TV                                                                              |
| 2013      | Southcliffe                                | Stephen Morton                                  | Minissérie de TV (4 episódios) Vencedor - British Academy Television Award de Melhor Ator |
| 2014      | Jamaica Inn                                | Joss Merlyn                                     | Minissérie de TV                                                                          |